# João Cardoso de Meneses e Sousa
João Cardoso de Meneses e Sousa, Barão de Paranapiacaba (Santos, 25 de abril de 1827 — Rio de Janeiro, 2 de fevereiro de 1915) foi um poeta, jornalista, advogado, tradutor, professor e político brasileiro.

## Biografia
Filho de João Cardoso de Meneses e Sousa, formou-se em 1848 pela Faculdade de Direito de São Paulo, residiu alguns anos em Taubaté, onde foi professor de história e geografia. Depois exerceu advocacia na corte no Rio de Janeiro, até 1857. Então entrou para a repartição geral da fazenda, onde exerceu diversas funções no Rio, São Paulo e Pernambuco.
Em 1862, foi incumbido, com José de Alencar, de elaborar o plano de criação do Teatro Nacional. Chegou a censor teatral e presidiu o Conservatório Dramático, quando Machado de Assis era um dos seus censores, em 1871.
Foi deputado por Goiás, de 1873 a 1876. 
Estreou na literatura aos 17 anos, com o "Cântico do Tupi". Publicou seu primeiro livro em 1849, a "Harpa Gemedora", coleção de poesias, um volume de 112 páginas, edição da Typ. de Costa Silveira, em São Paulo. Também publicou um opúsculo, "O Christianismo", em São Paulo, na Typ. de Azevedo Marques (o Dic. Bibliográfico de Inocêncio Francisco da Silva não informa a data). Traduziu, verso por verso, recebendo muitos encômios, o "Oscar d'Alva", poema de Lord Byron, que saiu impresso na Typ. de Paula Brito, no Rio, em 1857. E também é estimado tradutor de "Fábulas de La Fontaine", 2 volumes, no Rio, em 1886.
Colaborou com os jornais Correio Mercantil e Jornal do Commercio, além da revista Tribuna Catholica redigida pelo cônego J.C. Fernandes Pinheiro.    Também se encontra colaboração da sua autoria no Jornal do domingo (1881-1888).                     
Recebeu, por Decreto Imperial de 8 de maio de 1883, o título de Barão de Paranapiacaba. É recipiente da comenda da Imperial Ordem da Rosa.